# Кицайский язык
Кицайский язык (Kichai, Kitsai) — мёртвый каддоанский язык, на котором раньше говорил народ кичай, который раньше проживал в округе Кэддо, около носителей языка кэддо, на западе центральной части штата Оклахома в США. Последний говорящий на языке умер в 1940 году (2007). Также более похож на языки пауни и вичита.